# 贝勒加德-马尔萨勒
贝勒加德-马尔萨勒（法語：Bellegarde-Marsal，法語發音：[bɛlɡaʁd maʁsal]）是法国塔恩省的一个市镇，属于阿尔比区。该市镇于2016年由原市镇贝勒加德和马尔萨勒合并而成。

## 地理
贝勒加德-马尔萨勒（43°54'27"N, 2°16'26"E）面积19.39 平方千米，位于法国奧克西塔尼大區塔恩省，该省份为法国南部内陆省份，北起顺时针与阿韦龙省、埃罗省、奥德省、上加龙省和塔恩-加龙省接壤。
与贝勒加德-马尔萨勒接壤的市镇（或旧市镇、城区）包括：康邦、弗雷热罗勒、穆齐耶伊特勒、阿尔比茹瓦自由城、克雷斯皮内、聖瑞埃里、塞雷纳克、圣格雷瓜尔。
贝勒加德-马尔萨勒的时区为UTC+01:00、UTC+02:00（夏令时）。

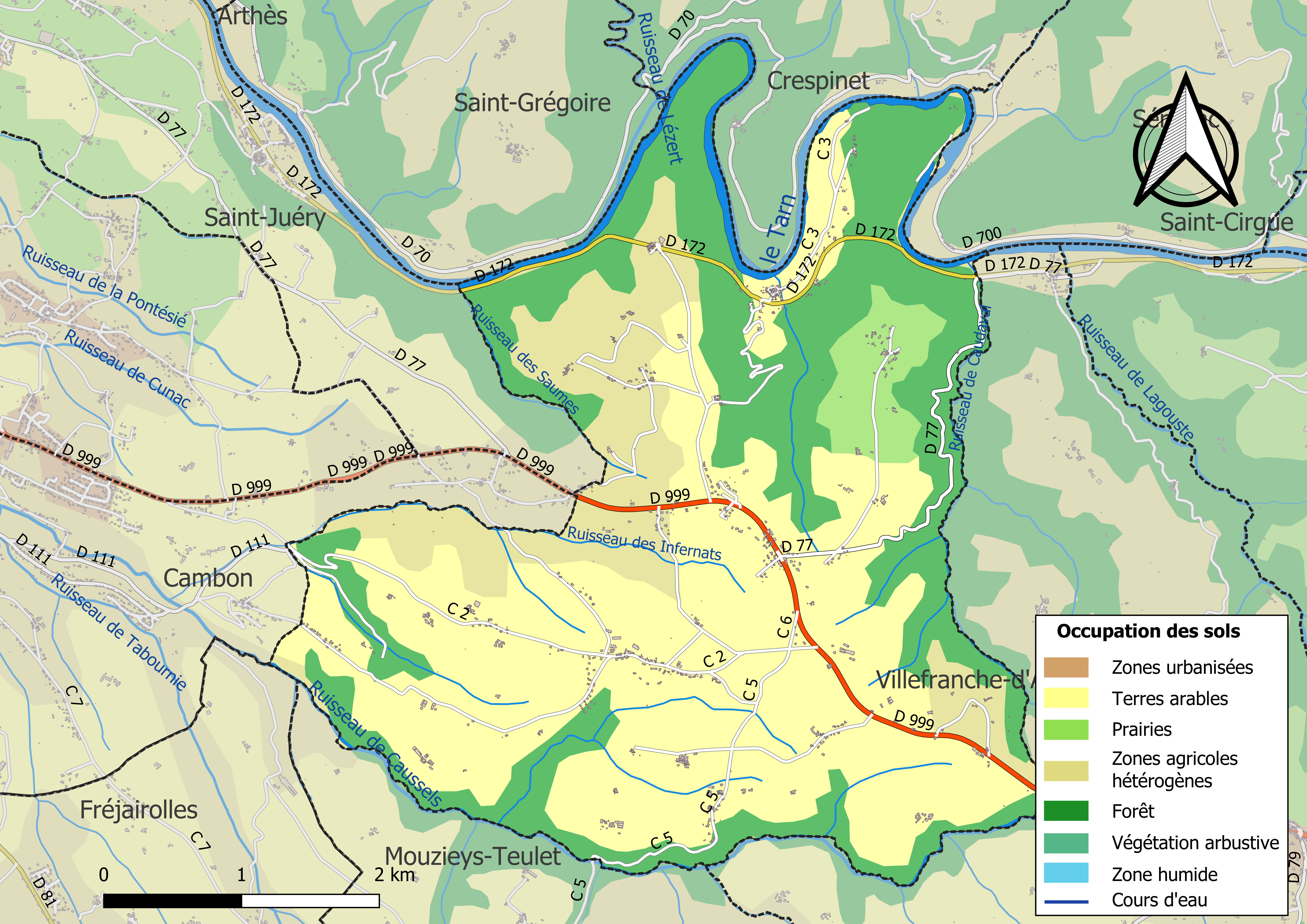
贝勒加德-马尔萨勒的OSM定位图

## 行政
贝勒加德-马尔萨勒的邮政编码为81430，INSEE市镇编码为81026。

## 政治
贝勒加德-马尔萨勒所属的省级选区为上达杜县。

## 人口
贝勒加德-马尔萨勒于2022年1月1日时的人口数量为695人。